# I Want It All
„I Want It All“ je skladba anglické rockové skupiny Queen z jejího třináctého studiového alba The Miracle z roku 1989. Napsal ji kytarista Brian May (ale uvedena je skupina Queen), produkoval ji David Richards a byla vydaná jako hlavní singl z alba dne 2. května 1989. Skladba „I Want It All“ dosáhla 3. místo jak v UK Singles Chart, tak i v Hot Mainstream Rock Tracks, 50. místo v žebříčku Billboard Hot 100 a 1. místa v dalších evropských zemích, včetně Španělska, kde tuto skladbu během července 1989 pravidelně hrála rozhlasová stanica Los 40 Principales.
Skladba byla poprvé hraná živě 20. dubna 1992, čili tři roky po vydání, během The Freddie Mercury Tribute Concert. Zahráli ji tři zbylí členové skupiny Queen se zpěvákem Rogerem Daltreyem, který zpíval hlavní zpěv a Tonym Iommim hrajícím na doprovodnou kytaru.Freddie Mercury tuto skladbu nikdy naživo nehrál.
Existují dvě verze skladby. Delší je albovou verzí, zatímco hranější je použitá v hudebním videu a v kompilaci Greatest Hits II.

## Pozadí
Skladba je značně těžká a obsahuje témata spojená s povstáním a společenským převratem. Textař May však tvrdil, že skladba mluví o ambicích a boji za vlastni cíle; díky čemuž se stala skladbou proti apartheidu v Jižní Africe a také byla použita jako protestní téma práv homosexuálů a společná hymna afroamerické mládeže.

## Pozice v žebříčkách
| Žebříček (1989)             | Vrcholová pozice | Celkový počet týdnů |
| --------------------------- | ---------------- | ------------------- |
| Australian Singles Chart    | 10               | 12                  |
| Austrian Singles Chart      | 11               | 14                  |
| Canadian Singles Chart      | 34               | 13                  |
| Dutch Singles Chart         | 2                | 14                  |
| German Singles Chart        | 9                | 17                  |
| Irish Singles Chart         | 3                | 5                   |
| Italian Singles Chart       | 4                | —                   |
| New Zealand Singles Chart   | 3                | 10                  |
| Norwegian Singles Chart     | 4                | 7                   |
| Swedish Singles Chart       | 14               | 4                   |
| Swiss Singles Chart         | 8                | 14                  |
| UK Singles Chart            | 3                | 7                   |
| U.S. Billboard Hot 100      | 50               | 10                  |
| U.S. Mainstream Rock Charts | 3                | —                   |